# Everth Palacios
Everth Antonio Palacios (ur. 18 stycznia 1969 w Cali) – piłkarz kolumbijski grający na pozycji obrońcy.

## Kariera klubowa
Palacios jest wychowankiem klubu Deportivo Cali. Zadebiutował w nim na początku lat 90. Największy sukces z Deportivo osiągnął w 1996 roku gdy wywalczył z tym klubem swoje pierwsze w karierze mistrzostwo Kolumbii. W 1997 roku wystąpił z tym klubem w Copa Libertadores, jednak zespół odpadł z rozgrywek już po fazie grupowej. W 1998 po raz drugi w karierze Palacios został mistrzem kraju z Deportivo La Coruña, a po sezonie zamienił klub na Atlético Nacional. W pierwszym sezonie gry w Medellín po raz trzeci był członkiem mistrzowskiej drużyny Kolumbii. W 2000 roku zagrał z Atletico Nacionalem w Copa Libertadores, jednak klub zajmując ostatnie miejsce w grupie odpadł z pucharu.
W 2001 roku Palacios wyjechał do Japonii, do drugoligowego klubu Shonan Bellmare. Został tam zawodnikiem podstawowej jedenastki. W pierwszym sezonie gry w klubie rozegrał 43 mecze i zdobył 3 gole (8. miejsce w lidze), a w sezonie 2002 40 meczów i 5 goli (5. miejsce). W roku 2003 grał już trochę mniej z powodu kontuzji – 28 meczów 1 gol. Rok 2004 Palacios także rozpoczął w Shonan Bellmare, ale w letnim oknie transferowym przeszedł do Kashiwy Reysol. Klub zajął ostatnie miejsce w lidze, ale dzięki wygranym barażom utrzymał się w Division 1.
W 2005 roku Everth wrócił do Kolumbii i został zawodnikiem ligowego średniaka, Boyacá Chicó. Pomimo wieku przekraczającego czterdziestkę Palacios jest nadal aktywnym zawodnikiem klubu i członkiem podstawowej jedenastki zespołu.
| Sezon   | Klub              | Kraj     | Rozgrywki           | Mecze | Bramki |
| ------- | ----------------- | -------- | ------------------- | ----- | ------ |
| 1991    | Deportivo Cali    | Kolumbia | Categoría Primera A | ?     | ?      |
| 1992    | Deportivo Cali    | Kolumbia | Categoría Primera A | ?     | ?      |
| 1993    | Deportivo Cali    | Kolumbia | Categoría Primera A | ?     | ?      |
| 1994    | Deportivo Cali    | Kolumbia | Categoría Primera A | ?     | ?      |
| 1995    | Deportivo Cali    | Kolumbia | Categoría Primera A | ?     | ?      |
| 1995/96 | Deportivo Cali    | Kolumbia | Categoría Primera A | ?     | ?      |
| 1996/97 | Deportivo Cali    | Kolumbia | Categoría Primera A | ?     | ?      |
| 1997/98 | Deportivo Cali    | Kolumbia | Categoría Primera A | ?     | ?      |
| 1998/99 | Atlético Nacional | Kolumbia | Categoría Primera A | ?     | ?      |
| 1999/00 | Atlético Nacional | Kolumbia | Categoría Primera A | ?     | ?      |
| 2001    | Shonan Bellmare   | Japonia  | J-League            | 43    | 3      |
| 2002    | Shonan Bellmare   | Japonia  | J-League            | 40    | 5      |
| 2003    | Shonan Bellmare   | Japonia  | J-League            | 28    | 1      |
| 2004    | Shonan Bellmare   | Japonia  | J-League            | 16    | 0      |
| 2004    | Kashiwa Reysol    | Japonia  | J-League            | 7     | 0      |
| 2005    | Boyacá Chicó FC   | Kolumbia | Categoría Primera A | 28    | 2      |
| 2006    | Boyacá Chicó FC   | Kolumbia | Categoría Primera A | 31    | 4      |
| 2007    | Boyacá Chicó FC   | Kolumbia | Categoría Primera A | 31    | 4      |
| 2008    | Boyacá Chicó FC   | Kolumbia | Categoría Primera A | 25    | 1      |
| 2009    | Boyacá Chicó FC   | Kolumbia | Categoría Primera A | 25    | 3      |
| 2010    | Boyacá Chicó FC   | Kolumbia | Categoría Primera A |       |        |

## Kariera reprezentacyjna
W reprezentacji Kolumbii Palacios zadebiutował w 1997 roku. Rok później był podstawowym zawodnikiem kadry na finały Mistrzostw Świata we Francji. Rozegrał wszystkie mecze grupowe w pełnym wymiarze czasowym - z Rumunią (0:1), z Tunezją (1:0) oraz z Anglią (0:2). Ogółem w reprezentacji Kolumbii Palacios rozegrał 10 meczów.